# Denbora Da Poligrafo Bakarra
Denbora Da Poligrafo Bakarra (En euskera: El tiempo es el único polígrafo) es el octavo álbum de estudio de la banda de rock, Berri Txarrak, que fue lanzado al mercado el 24 de noviembre de 2014 por Only In Dreams. El trabajo está dividido en tres discos, uno por cada sesión de grabación; Sutxakurrak, Helduleku Guztiak y Xake-Mate Kultural Bat. El grupo ha trabajado en la grabación por separado con los productores Ross Robinson, Ricky Falkner y Bill Stevenson.

## Discos

### Sutxakurrak
Producido por Ross Robinson, es el primer disco del álbum.

#### Lista de canciones
| N.º | Título        | Duración |  |
| 1.  | «Lanbroan»    | 4:16     |  |
| 2.  | «Ordaina»     | 3:56     |  |
| 3.  | «Alegia»      | 4:04     |  |
| 4.  | «Zimelkor»    | 4:39     |  |
| 5.  | «Armak»       | 4:34     |  |
| 6.  | «Etsia»       | 2:59     |  |
| 7.  | «Sutxakurrak» | 5:56     |  |

### Helduleku Guztiak
Producido por Ricky Falkner, es el segundo disco del álbum.

#### Lista de canciones
| N.º | Título              | Duración |  |
| 1.  | «Aditu bihurtuak»   | 1:59     |  |
| 2.  | «Bigarren itzala»   | 4:27     |  |
| 3.  | «Lemak, aingurak»   | 3:33     |  |
| 4.  | «Poligrafo bakarra» | 4:14     |  |
| 5.  | «Bele erraldoia»    | 3:32     |  |
| 6.  | «Helduleku guztiak» | 3:45     |  |
| 7.  | «26 segundotan»     | 5:19     |  |

### Xake-Mate Kultural Bat
Producido por Bill Stevenson, es el tercer disco del álbum.

#### Lista de canciones
| N.º | Título                      | Duración |  |
| 1.  | «Zerbait asmatuko dugu»     | 1:43     |  |
| 2.  | «Hemen sukaldarien herrian» | 2:05     |  |
| 3.  | «Orain norbait zara»        | 1:57     |  |
| 4.  | «Hitzen oinarri ahula»      | 2:01     |  |
| 5.  | «Xake-mate kultural bat»    | 1:59     |  |
| 6.  | «Bigarren eskuko amets»     | 4:23     |  |

#### Miembros
- Gorka Urbizu (Guitarras y voz)
- David Gonzalez (Bajo)
- Galder Izagirre (Batería)